# Tíha
Tíha (někdy též tíže, zastarale váha) je fyzikální veličina vyjadřující sílu, kterou působí těleso v gravitačním poli a dané vztažné soustavě na podložku nebo závěs. Tíha tělesa se projevuje jako tlaková síla působící na vodorovnou podložku nebo jako tahová síla napínající závěs. Tíha bývá nejčastěji vyvolána tíhovou silou, ale nejedná se o její reakci. Reakcí tíhové síly je stejně velká síla opačného směru, kterou přitahuje těleso zemi, a reakcí tíhy je tzv. normálová síla, která brání průchodu tělesa podložkou.
Tíhu lze používat i jako charakteristiku daného tělesa v daném místě (gravitačním poli) a dané vztažné soustavě, jako obdoba hmotnosti, ale s jiným fyzikálním rozměrem. V tomto smyslu byla základní veličinou tzv. technické soustavy jednotek (metr-kilopond-sekuda), dnes již nepoužívané.
Samotná tíhová síla je výsledkem gravitační síly a setrvačné síly tělesa. Tíhová síla na Zemi je dána intenzitou gravitačního pole v daném místě a odstředivou silou způsobenou zemskou rotací. Tíhová síla určuje svislý směr; na rozdíl od gravitace nemusí působit ve směru k hmotnému středu Země.
Obecněji řečeno tíhové pole je silové pole způsobující v daném místě (nejen na povrchu Země, ale např. v kabině letadla či družice) u volných těles zrychlení volného pádu. Pokud je tíhová síla nulová, hovoří se o stavu beztíže (gravitační síla je vyrovnána opačně působící celkovou setrvačnou silou), tělesa v něm nemají tíhu.
Značka: G
Jednotka SI: newton, N
Další jednotky: viz Síla